# كيغالي
كيغالي أو كيجالي هي عاصمة رواندا وأكبر مدنها. يبلغ عدد سكانها 851,024 طبقاً لإحصائيات 2005. تقع في وسط البلاد وأصبحت عاصمة البلاد بعد استقلال راوندا في عام 1962. تعتبر كيجالي المركز الثقافي والاقتصادي كما تضم مكتب رئيس راوندا (البيت الرئاسي) بالإضافة إلى معظم الوزارات. وتعتبر حدود العاصمة مشتركة مع مقاطعة كيجالي والتي تم توسيعها في يناير 2006 كجزء من الإجراءات الحكومية لتنظيم البلد.

## التاريخ
تأسست كيغالي في عام 1907 وقد أسسها الدكتور ريتشارد تحت الحكم الاستعماري الألماني، لكنها لم تصبح عاصمة حتى الاستقلال الرواندي في عام 1962. كانت العاصمة التقليدية مقر الموامي (الملك موزينقا وروديهايقوا وكايجري لف) في نيانزا. في حين كان المقعد الاستعماري للسلطة في بوتاري، التي كانت تعرف آنذاك بأسترايدا. كانت بوتاري الأبرز في البداية حيث كانت من المنافسين لتكون عاصمة للدولة الجديدة المستقلة ولكن تم اختيار كيغالي بسبب موقعها الاستراتيجي. ومنذ ذلك الحين تطورت المدينة بسرعة كبيرة، وهي الآن المركز السياسي والاقتصادي والثقافي الرئيسي لرواندا.
في 6 أبريل 1994، وفي بادئ الأمر كانت كيغالي مسرحاً للإبادة الجماعية في رواندا حيث ذبح ما يقارب مليون من التوتسي من قبل ميليشيات الهوتو (إنتراهاموي)، وبعض أفراد الجيش الرواندي.
كان هناك قتال عنيف بين الجيش (ومعظمهم من الهوتو) والذي سيطر عليه التوتسي الجبهة الوطنية الرواندية. وعلى الرغم من الأضرار الناتجة عن ذلك فقد استطاعت المدينة بناء هيكلها من جديد.

### فترة ما قبل الاستعمار
أقرب السكان لما يعرف الآن برواندا هم التوا، وهي مجموعة من الصيادين الأقزام الذين استقروا في المنطقة بين 8000 و 3000 قبل الميلاد وبقيو في البلاد اليوم. وتبعهم بين 700 قبل الميلاد و 1500 م عدد من مجموعات البانتو، بما في ذلك الهوتو والتوتسي، الذين بدأوا تطهير الغابات للزراعة. وفقا للتاريخ الشفوي، أُسّست مملكة رواندا في القرن 14 على الشواطئ من بحيرة موهازي، حوالي 40 كيلومتر شرق كيغالي الحديثة. ضمت المملكة المبكّرة كيغالي غير أنّها كانت دولة صغيرة في هذا الوقت مع وجود جاراتها الأكبر والأكثر قوة: بوغيسرا وجيساكا. قتل أحد أفراد أسرة جيساكا ملك رواندا روغانزو بويمبا في القرن السادس عشر، لكن سيريما روجوي ابن روغانزو قاوم بمساعدة بوغيسيرا وتمكن من توسيع أراضي رواندا. في أواخر القرن السادس عشر أو أوائل القرن السابع عشر، تم غزو مملكة رواندا من الشمال من قبل بانيورو في أوغندا الحديثة. واضطر الملك إلى الفرار غربا، وترك كيغالي وشرق رواندا في أيدي بوغيسيرا وجيساكا. تَلى تشكيل سلالة رواندية جديدة في القرن السابع عشر من قبل الموامي (الملك)، روغانزو ندوري، الغزوات شرقا وغزو بوغيسيرا، والذي شَكلَ بداية هيمنة المملكة الرواندية في المنطقة. كانت عاصمة المملكة نيانزا لواقعة في جنوب البلاد.

## الجغرافيا

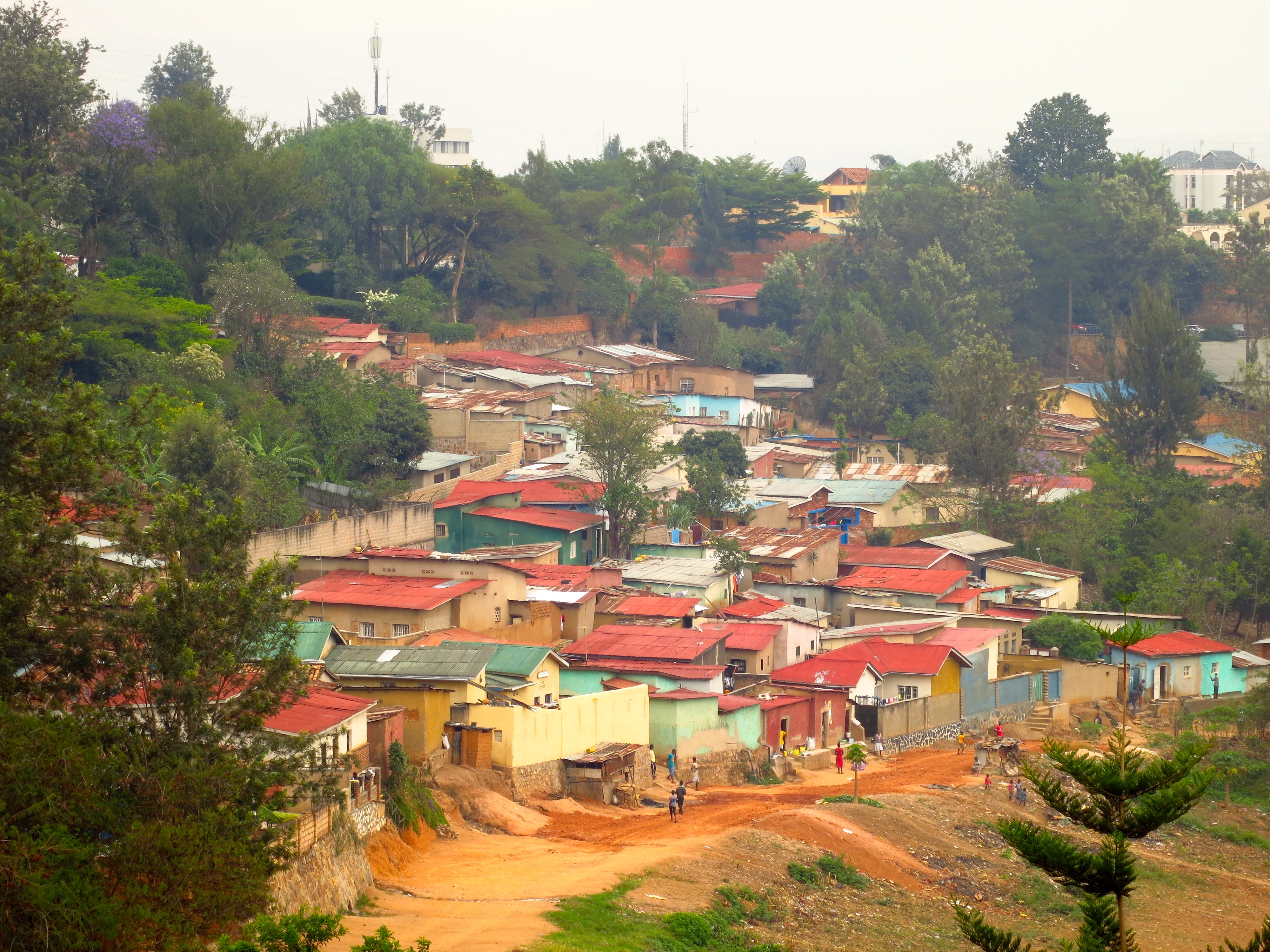
الأبنية في كيغالي

بُنيت المدينة في البلاد الجبلية، المترامية الأطراف عبر حوالي أربعة تلال والوديان بينهما. ويقع مركز المدينة على واحدة من هذه التلال، والحكومية الرئيسية على الجانب الآخر. بلغت قمم التلال متوسط ارتفاع 1,600 متر (5,250 قدم)، في حين أن بلغت الوديان حوالي 1,300 متر (4,270 قدم). أغلب المباني الكبيرة والمكاتب تُبنى على قمم التلال، في حين يعيش الناس الفقراء في الوديان. وتحاصر الطريق في المدينة بتلال مرتفعة مع بعض الضواحي المرتفعه أيضا. أما أعلاها فهو جبل كيغالي الذي يبلغ ارتفاعه 1,850 متر (6,075 قدم) فوق مستوى سطح البحر .

## المناخ
يعتبر مناخها مناخ السافانا الاستوائية مع موسم جفاف ملحوظ. فالتصنيف الفرعي حسب تصنيف كوبن للمناخ هو منطقة (Aw) أو السافانا الاستوائية.

 
يتراوح معدل درجة الحرارة اليومي بين 15 و27 درجة مئوية (59 و 81 فهرنهايت)، مع تنوع صغير خلال السنة. هناك موسمان ممطران سنوياً، من فبراير إلى يونيو ومن سبتمبر إلى ديسمبر. ويفصل بين هذه المواسم موسمان جافان: الموسم الرئيسي من حزيران/يونيه إلى أيلول/سبتمبر، الذي كثيراً ما لا يكون فيه مطر على الإطلاق، الموسم الأقصر والأقل حدة من كانون الأول/ديسمبر إلى شباط/فبراير. الشهر الأكثر رطوبة هو أبريل، مع متوسط هطول الأمطار من 154 ملليمتر (6.1 في)، في حين أن الشهر الأكثر جفافا هو يوليو. تسبب الاحتباس الحراري في تغيير نمط مواسم الأمطار. ووفقا لتقرير صادر عن فريق الاستبصار الاستراتيجي، فإن تغير المناخ قد قلل من عدد الأيام الممطرة التي شهدتها راوندا خلال السنة، ولكنه تسبب أيضا في زيادة تواتر الأمطار الغزيرة. كما يصف الاستبصار الاستراتيجي رواندا كبلد سريع الاحترار، مع زيادة في متوسط درجة الحرارة بين 0.7 درجة مئوية إلى 0.9 درجة مئوية على مدى السنوات الخمسين حتى عام 2013.
| البيانات المناخية لـكيغالي، رواندا       | البيانات المناخية لـكيغالي، رواندا | البيانات المناخية لـكيغالي، رواندا | البيانات المناخية لـكيغالي، رواندا | البيانات المناخية لـكيغالي، رواندا | البيانات المناخية لـكيغالي، رواندا | البيانات المناخية لـكيغالي، رواندا | البيانات المناخية لـكيغالي، رواندا | البيانات المناخية لـكيغالي، رواندا | البيانات المناخية لـكيغالي، رواندا | البيانات المناخية لـكيغالي، رواندا | البيانات المناخية لـكيغالي، رواندا | البيانات المناخية لـكيغالي، رواندا | البيانات المناخية لـكيغالي، رواندا |
| الشهر                                    | يناير                              | فبراير                             | مارس                               | أبريل                              | مايو                               | يونيو                              | يوليو                              | أغسطس                              | سبتمبر                             | أكتوبر                             | نوفمبر                             | ديسمبر                             | المعدل السنوي                      |
| ---------------------------------------- | ---------------------------------- | ---------------------------------- | ---------------------------------- | ---------------------------------- | ---------------------------------- | ---------------------------------- | ---------------------------------- | ---------------------------------- | ---------------------------------- | ---------------------------------- | ---------------------------------- | ---------------------------------- | ---------------------------------- |
| متوسط درجة الحرارة الكبرى °م (°ف)        | 26.9 (80.4)                        | 27.4 (81.3)                        | 26.9 (80.4)                        | 26.2 (79.2)                        | 25.9 (78.6)                        | 26.4 (79.5)                        | 27.1 (80.8)                        | 28.0 (82.4)                        | 28.2 (82.8)                        | 27.2 (81.0)                        | 26.1 (79.0)                        | 26.4 (79.5)                        | 26.9 (80.4)                        |
| متوسط درجة الحرارة الصغرى °م (°ف)        | 15.6 (60.1)                        | 15.8 (60.4)                        | 15.7 (60.3)                        | 16.1 (61.0)                        | 16.2 (61.2)                        | 15.3 (59.5)                        | 15.0 (59.0)                        | 16.0 (60.8)                        | 16.0 (60.8)                        | 15.9 (60.6)                        | 15.5 (59.9)                        | 15.6 (60.1)                        | 15.7 (60.3)                        |
| الهطول مم (إنش)                          | 76.9 (3.03)                        | 91.0 (3.58)                        | 114.2 (4.50)                       | 154.2 (6.07)                       | 88.1 (3.47)                        | 18.6 (0.73)                        | 11.4 (0.45)                        | 31.1 (1.22)                        | 69.6 (2.74)                        | 105.7 (4.16)                       | 112.7 (4.44)                       | 77.4 (3.05)                        | 950.9 (37.44)                      |
| متوسط أيام هطول الأمطار (≥ 0.1 mm)       | 11                                 | 11                                 | 15                                 | 18                                 | 13                                 | 2                                  | 1                                  | 4                                  | 10                                 | 17                                 | 17                                 | 14                                 | 133                                |
| المصدر: المنظمة العالمية للأرصاد الجوية. |                                    |                                    |                                    |                                    |                                    |                                    |                                    |                                    |                                    |                                    |                                    |                                    |                                    |

## معالم المدينة
تضم كيغالي عدد من النصب التذكارية والمتاحف والمراكز المخصصة للإبادة الجماعية في رواندا، بما في ذلك مركز ميموريال للإبادة الجماعية في كيغالي، وتشمل المتاحف الأخرى المتحف الوطني للرواندا ومتحف كاندت البيت للتاريخ الطبيعي.
يورقويرو هو المقر الرسمي لرئيس رواندا حيث يشكل قرية بأكملها داخل منطقة كاسيرو من كيغالي.
المدينة لديها فنادق من الدرجة العالمية فقد لعبت دوراً مهم في التاريخ:
- ميل كولين (Mille Collines) في منطقة كايوفيو حيث أصبح هذا الفندق مركزاً للاجئين خلال الإبادة الجماعية، كما هو مبين في فيلم فندق رواندا الشهير. هو أيضا خلفية للرواية الشهيرة "Un dimanche à la piscine à Kigali" للكاتب كويبيسر جل وللفيلم المستوحى منها "Un dimanche à Kigali".
- فندق سيرينا كيغالي (Serena)، المعروف سابقا باسم فندق إنتركونتيننتال كيغالي. فندق يملكه سابقا بلجيكي ومعروف باسم فندق دايبلوميتس، كان يصور الفندق لفترة وجيزة في النصف الثاني من فندق رواندا. وتم شراؤه في وقت لاحق من قبل مجموعة فنادق إنتركونتيننتال وتشكيله في عام 2003.

## الاقتصاد
أكبر قطاع توظيف في المدينة هو الزراعة وصيد الأسماك والحراثة، وهو ما يمثل 24 في المائة من القوى العاملة. شكلت الأراضي الزراعية أكثر من 60٪ من الأراضي داخل حدود المدينة في عام 2012، معظمها في المناطق الخارجية المحيطة بالجزء الحضري. كما هو الحال على الصعيد الوطني، الكثير من الزراعة في كيغالي هي على قطع صغيرة، ولكن هناك بعض المزارع الحديثة الكبيرة بالقرب من المدينة، وخاصة في منطقة غاسابو (Gasabo)، التي لديها أعلى متوسط مساحة من الأراضي المزروعة لكل أسرة في البلاد. مناطق أخرى رئيسيّة للعمل في المدينة هي الحكومة، التي تضمّن 12٪ من القوى العاملة والنقل والاتّصال والبناء والصناعة. ويصنف المعهد الوطني للضمان الاجتماعي 21٪ من القوى العاملة على أنها تعمل في «خدمات أخرى» مثل المرافق والخدمات المالية، وتشمل هذه الأخيرة الأعمال المصرفية والمعاشات والتأمين والتمويل المتناهي الصغر، وبورصة رواندا التي بدأت في عام 2011.
شكّلت الصناعة في كيغالي 14٪ فقط من الناتج المحلي الإجمالي للمدينة في عام 2014، وركزت على منطقة صناعية صغيرة أقيمت في السبعينيات. تشمل التحديات التي يواجهها هذا القطاع ارتفاع تكلفة استيراد المواد الخام إلى بلد غير ساحلي، فضلاً عن البنية التحتية المتدنية المستوى ونقص العمال المهرة. في عام 2011، أقر البرلمان قانوناً بإنشاء مناطق اقتصادية خاصة في رواندا، تم إنشاء أولها في عام 2014 على تل ماسورو في مقاطعة غاسابو، بالقرب من مطار كيغالي الدولي. تستفيد الشركات العاملة داخل المنطقة من البنية التحتية الجيدة، وتوافر الأراضي والمواصلات، فضلا عن الإعفاءات الضريبية. وقد اجتذبت 61 شركة في عامها الأول من التشغيل، حيث قامت بتصنيع منتجات مثل الورق والفرش الرغوية. مع نمو المنطقة على مدى السنوات اللاحقة، انتقلت المزيد من الشركات إلى هناك من أجزاء أخرى من العاصمة مثل حديقة غيكوند (Gikondo) الصناعية. المدينة قريبة من رواسب من حجر القصدير (كاسيتريت)، خام يستعمل للحصول على القصدير والتنغستن. يتم استخراج حجر القصدير في بلدة روتونغو، على بعد حوالي 10 كيلومترات (6.2 ميل) شمال كيغالي، بينما يتم استخراج التنغستن في نياكابنغو، على مسافة مماثلة. يتم تصدير الكثير من المعادن الخام إلى خارج رواندا لتجهيزها، ولكن هناك بعض مرافق المعالجة المحلية. ويشمل هذا المصهر كاروروما في الضواحي الشمالية من كيغالي، الذي تم بناؤه في 1980s، وتمكن من إنتاج ما يصل إلى 1800 طن (1800 طن طويل؛ 2000 طن قصير) من القصدير النقي سنويا اعتبارا من عام 2019.
تزايدت الأعمال في رواندا، [بحاجة لمصدر] وظهرت العديد من المباني الجديدة في أنحاء المدينة، بما في ذلك برج برج مدينة كيغالي الواقع وسط المدينة.

## الخلفية الاقتصادية والوطنية
بلغ متوسط نمو الناتج المحلي الإجمالي الحقيقي في رواندا 8.3 في المئة بين عامي 2002 و 2009. ونما نصيب الفرد من الناتج المحلي الإجمالي في تلك السنوات التي تلتها 252٪: من 206 $ إلى 520 $. بينما تتمتع 47 في المئة من رواندا بالمياه النظيفة في عام 2000، نما هذا الرقم إلى 75 بحلول عام 2010. وبينما كان 78 في المئة من البلاد يعتبرون فقراء في عام 1995، بلغ هذا العدد 57 في المئة في عام 2009.

## الحكومة
كيغالي هي مدينة على مستوى المقاطعة يحكمها مجلس المدينة الذي يعيّن لجنة تنفيذية لتشغيل العمليات يوما بعد يوم في المدينة. وتتكون اللجنة التنفيذية من رئيس البلدية ونائبيه. يتم تقسيم المدينة إلى ثلاث مناطق إدارية: قازابو (Gasabo) وكيكوكيرو (Kicukiro) ونايروجينج (Nyarugenge) وكانت تحتوي على أجزاء من المحافظة السابقة كيغالي الريفية.

## التعليم
- «ليسيه دي كيغالي» هي مدرسة ثانوية وثاني أكبر مدرسة في رواندا، بعد مجموعة سيكولير في بوتاري
- أكاديمية جرين هيلز في ضاحية راقية من نايروتارما، هي الأكبر، وتقدم على مستوى المدارس الخاصة برنامج IB في مستوى وبرنامج كامبردج الدولي في مستوى O
- مدرسة "PASCH" المدرسة الشريكة التي تدرس الألمانية. ويعتمد المنهج على 50/50 من الإنجليزية والفرنسية كذلك
- مدرسة أنطوان دي سانت اكسوبيري دي كيغالي
- المدرسة الفرنسية، وتقع في كيغالي
- المدرسة البلجيكية دي كيغالي
- المدرسة الدولية للكيغالي في كيغالي
- مدرسه الأرض العالميه الاهلية، المدرسة المعروفه في راوندا حيث تعتمد برنامج ما قبل المدرسة الابتدائية الذي يخدم الأطفال الذين تتراوح أعمارهم من 3 سنوات إلى 12 سنة
- جامعة كيغالي المستقلة ذات الحرم الجامعي في كيغالي
- حرم جامعة كلية رواندا للعلوم والتكنولوجيا في الجزء الجنوبي من كيغالي، في شارع DE L'ARMEE. (الحرم الرئيسي لجامعة رواندا في بوتاري)

## وسائل النقل
يوجد في المدينة مطار دولي يسمى بمطار كيغالي الدولي الذي يشمل رحلات للركاب إلى أمستردام وبروكسل ونيروبي وإينتيبي وجوهانسبرغ وإستانبول وغيرها. كلفت الحكومة مطار بوغيسيرا الدولي الجديد، على بعد 25 كيلومترا (16 ميل) جنوب شرق كيغالي، والذي بدأ بناؤه في عام 2017. وسيصبح أكبر مطار في البلد عند افتتاحه، استكمالا لمطار كيغالي القائم. الناقل الوطني هو الخطوط الجوية الراوندية (RwandAir)، كما يتم خدمة البلاد من قبل سبع شركات طيران أجنبية.
وهناك العديد من خدمات الحافلات التي تغادر يومياً من كيغالي إلى وجهات في شرق أفريقيا. فمحطة نيابوقوقو هي المحطة الأكثر مغاردة من حيث الحافلات. وتشمل هذه الخدمات:
- جاكوار المدرب التنفيذي، الذي يربط كيغالي إلى كامبالا، العاصمة الأوغندية، عبر غاتونا أو عن طريق كايانوزا وكاغيتومبا
- اكامبا حافلات الخدمات، التي تدير الخدمات إلى كامبالا (8 ساعات) ونيروبي في كينيا (24 ساعة) ودار السلام في تنزانيا (36 ساعة) ومومباسا في كينيا (32 ساعة)
- أونتراكوم إكسبريس - خدمة الحكومة الرواندية باستخدام الحافلات الأساسية جدا، تمتد بين كيغالي وكامبالا.
- سيارات ياهو إكسبريس - خدمة حافلة صغيرة تعمل بين كيغالي وبوجومبورا في بوروندي.
- مدري كمبالا المحدودة، التي تدير الخدمات إلى كامبالا (8 ساعات) ونيروبي في كينيا (24 ساعة) ودار السلام في تنزانيا (36 ساعة) ومومباسا في كينيا (32 ساعة)

كيغالي هي محور شبكة نقل رواندا، مع انطلاق حافلة في كل ساعة لجميع المدن الرئيسية في البلاد. تحتوي على شركات وطنية كبرى مثل اتراكو وستيلا وأوميغا وأوكابي وإمبالا (الميني باص) وأونتراكوم، والتي تقدم خدمة للحافلات كبيرة، بينما بركان إكسبريس (لبوتاري) وفيرونغا وأنوتراكوم (المتوجهة لروهنجيري) ومواهبورا إكسبريس (لروهنجيري وغيسيني) تخدم جهات معينة وتتبع جدول زمني محدد. هناك أيضا خدمات سيارات الأجرة حافلة صغيرة (matatus) التي تغادر من كيغالي وتذهب أيضاً من خلالها إلى المدن الرئيسية، ولكن البعض منهم قد يتوقف في كثير من الأحيان على طول الطريق لتحميل الركاب وإجبار بعضهم على النزول. وسائل النقل العام داخل كيغالي تنحصر بالحافلات الصغيرة وسيارات الأجرة مثل (ماتوتو)، والتي تربط المحاور الرئيسية في وسط المدينة، ونايابوقو وكاسيرو وكاميرنوكو وريميرا. وعلى غرار الأجرة الوطنية يوجد الباص الصغير والذي يجبر على الانتظار حتى يمتلئ الباص قبل الانطلاق من المحطة، ثم إركاب الركاب في المحطة التالية. كيغالي لديها العديد من سيارات الأجرة (المعروفة باسم «تأجير خاص» أو «سيارة أجرة الحنطور»)، والتي رسمت عموما بشعار يتكون من اللونين اللأبيض والبرتقالي على جانبها السفلي وهناك أيضا سيارات الأجرة من نوع الدراجة النارية «موتو سيارة أجرة»، والتي تقدم خدمة مماثلة لسيارات الأجرة، ولكن بأسعار مخفضة، عادة في حدود 300 إلى 1000 فرنك رواندي.

## صور

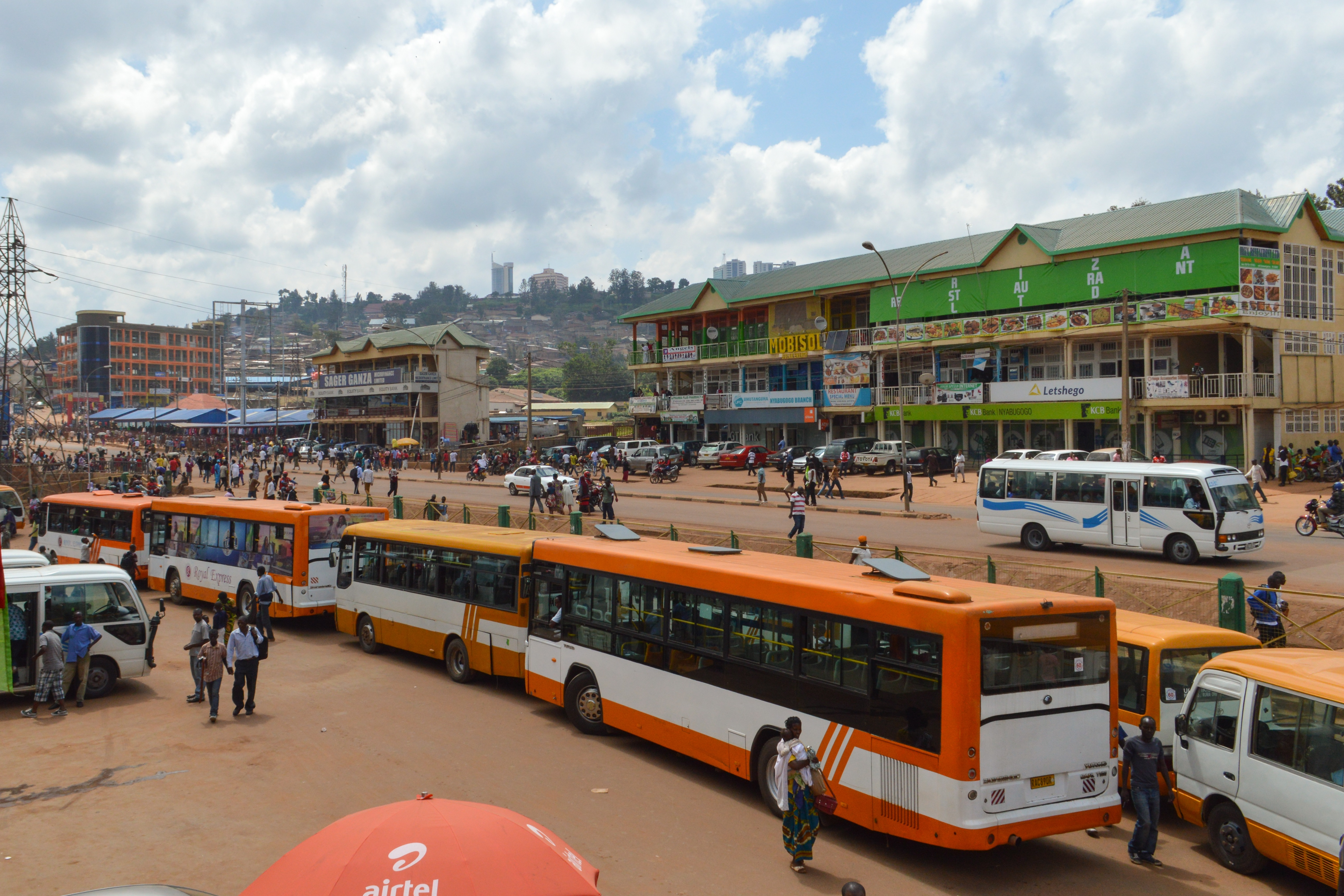
محطة حافلات Nyabugogo
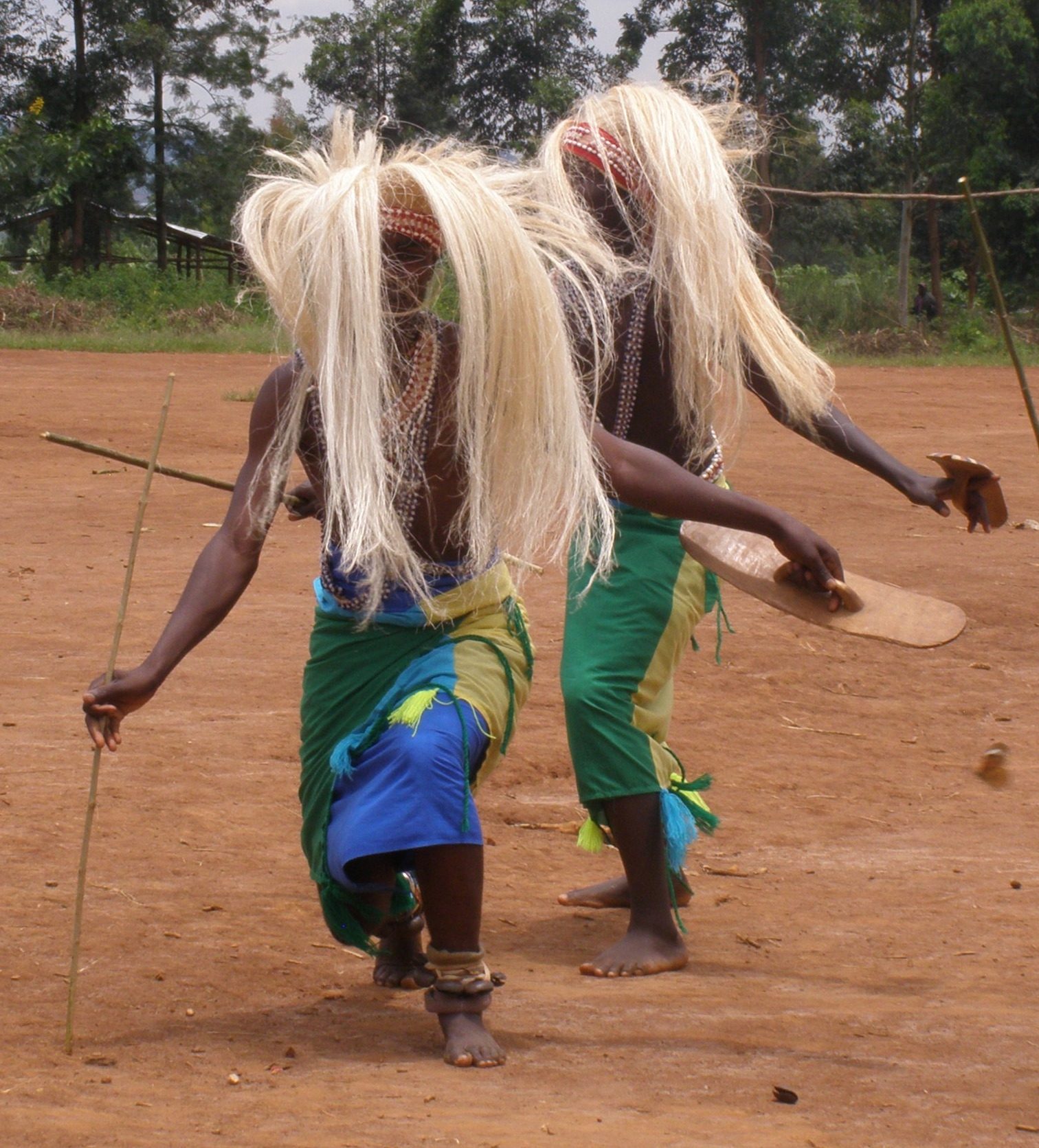
رقص تقليدي في إحدى الاحتفالات في قرية شرق كيغالي
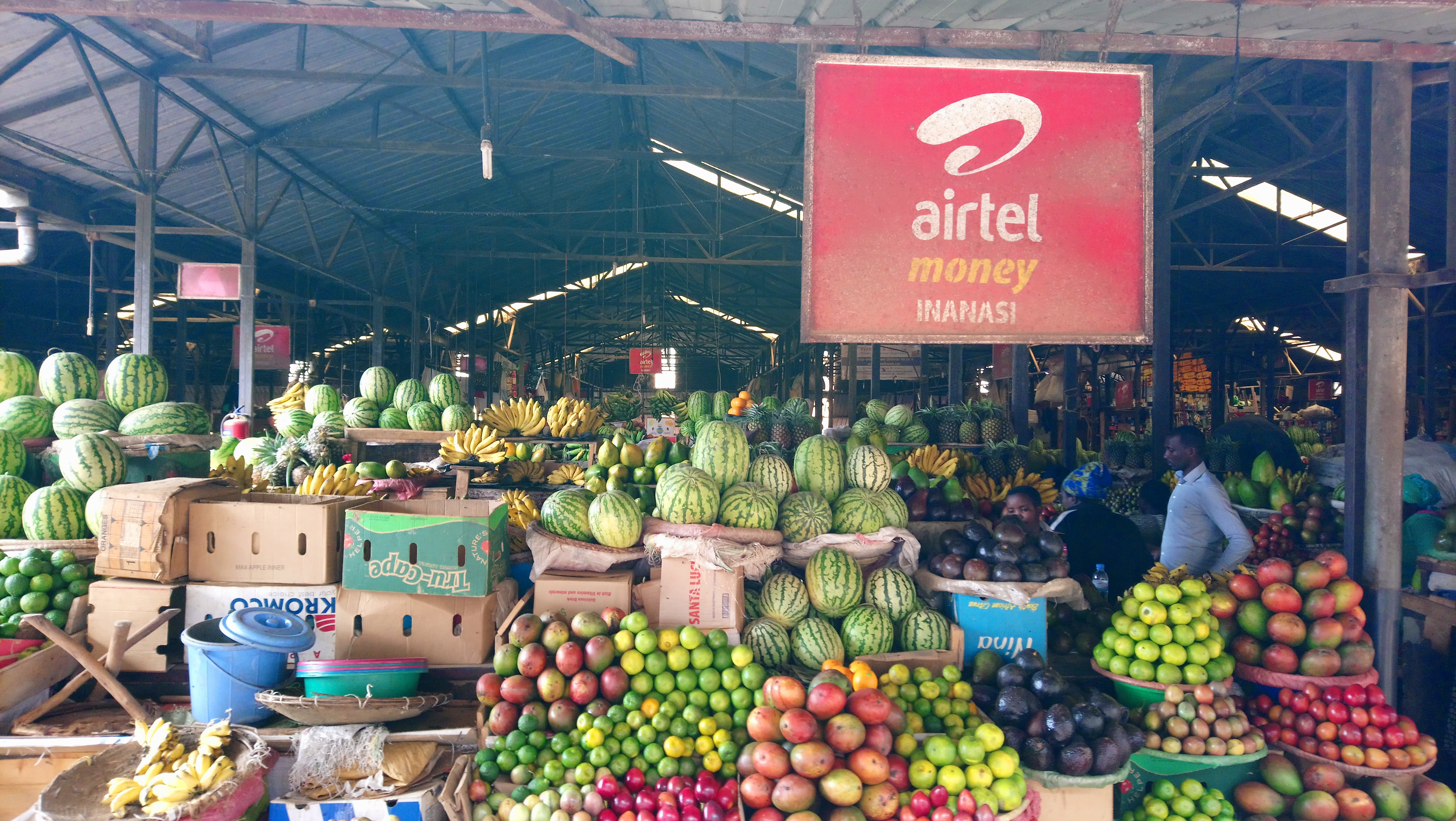
سوق في كيغالي
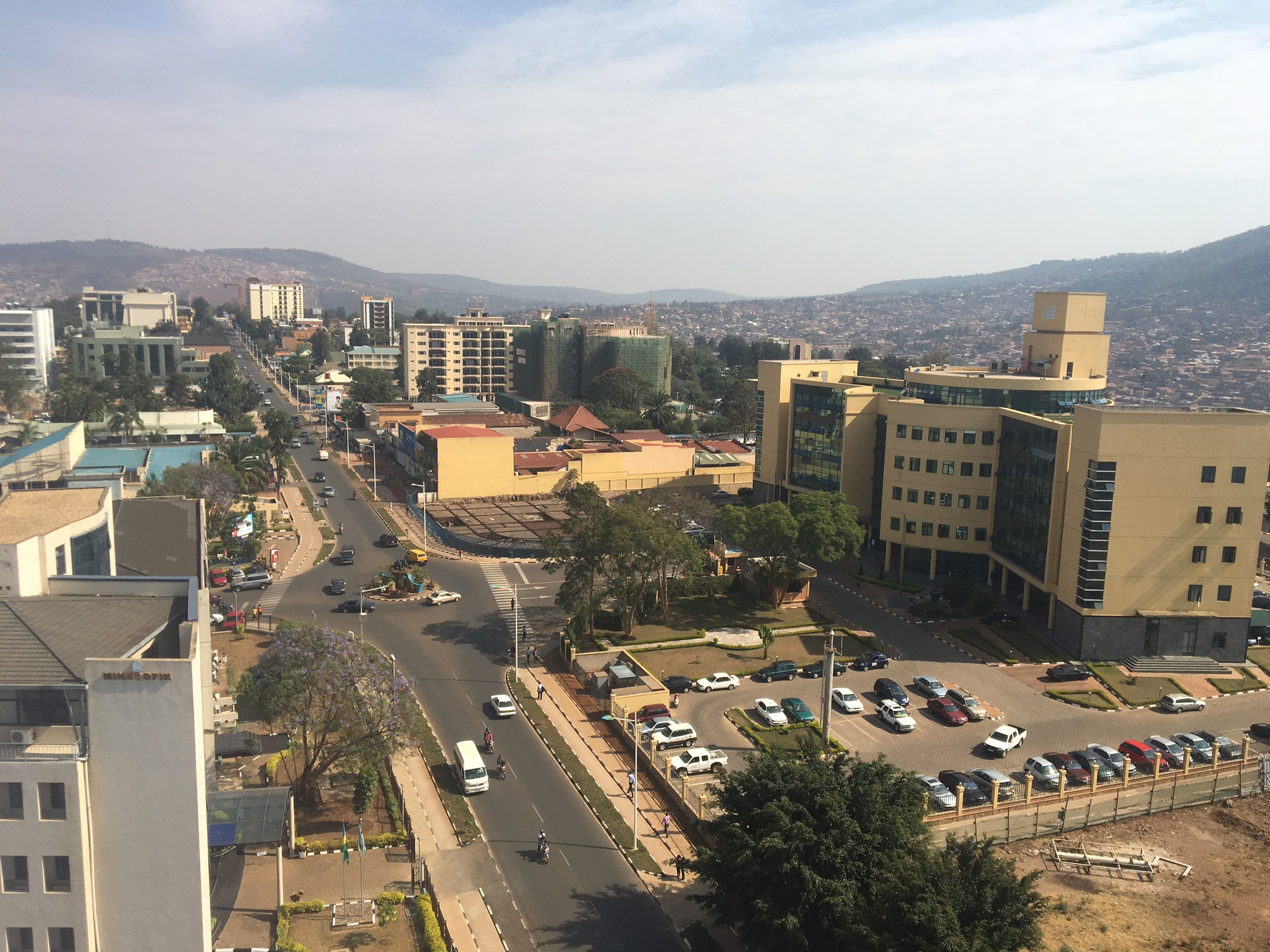
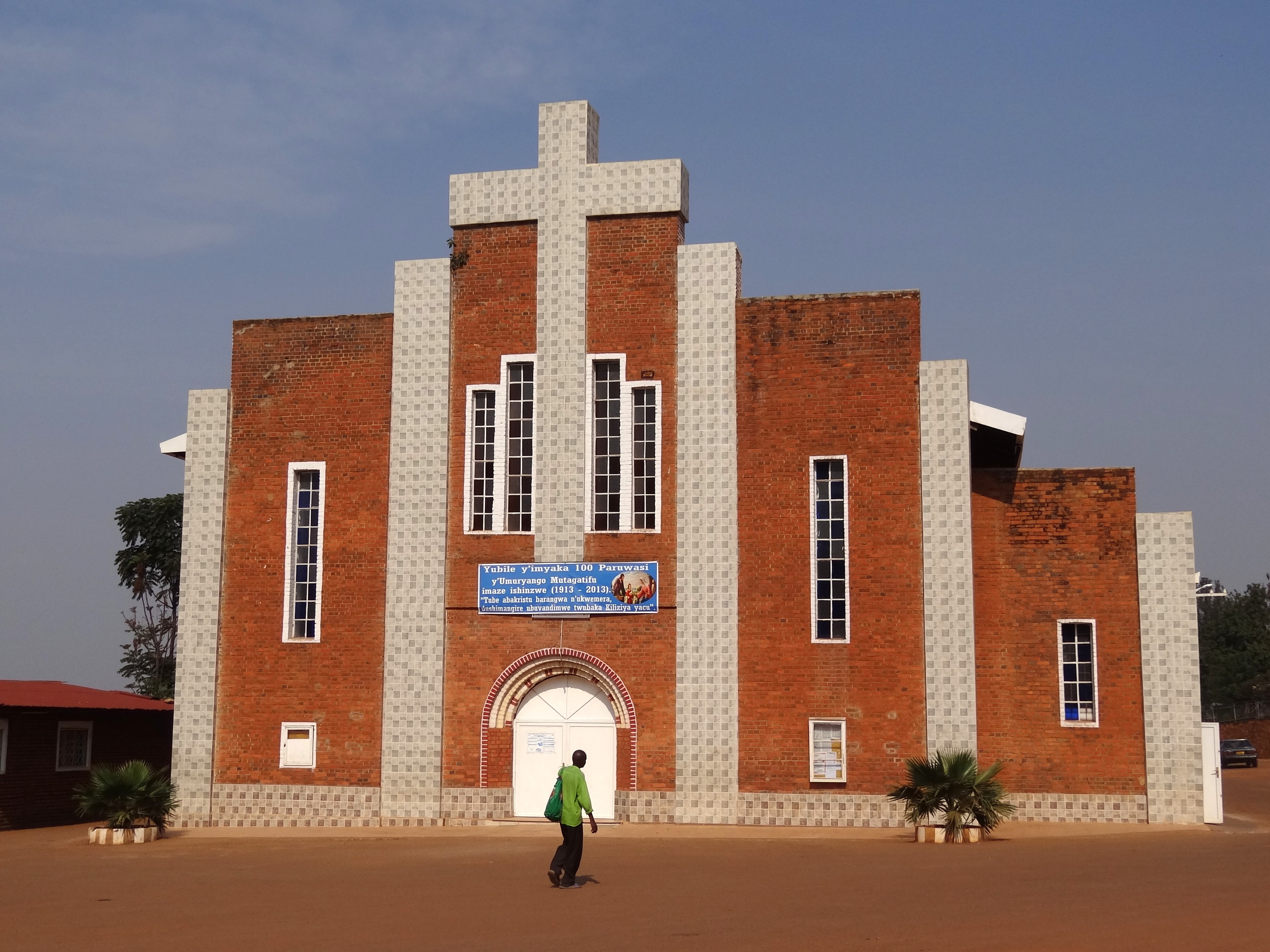
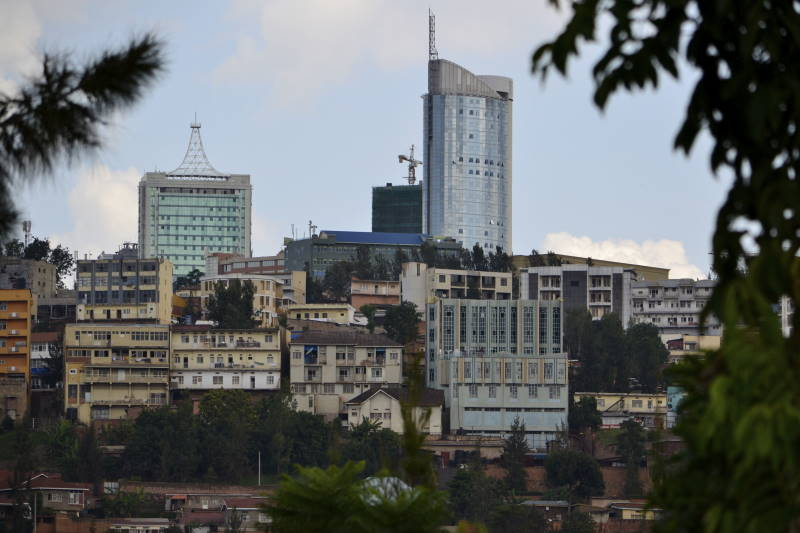
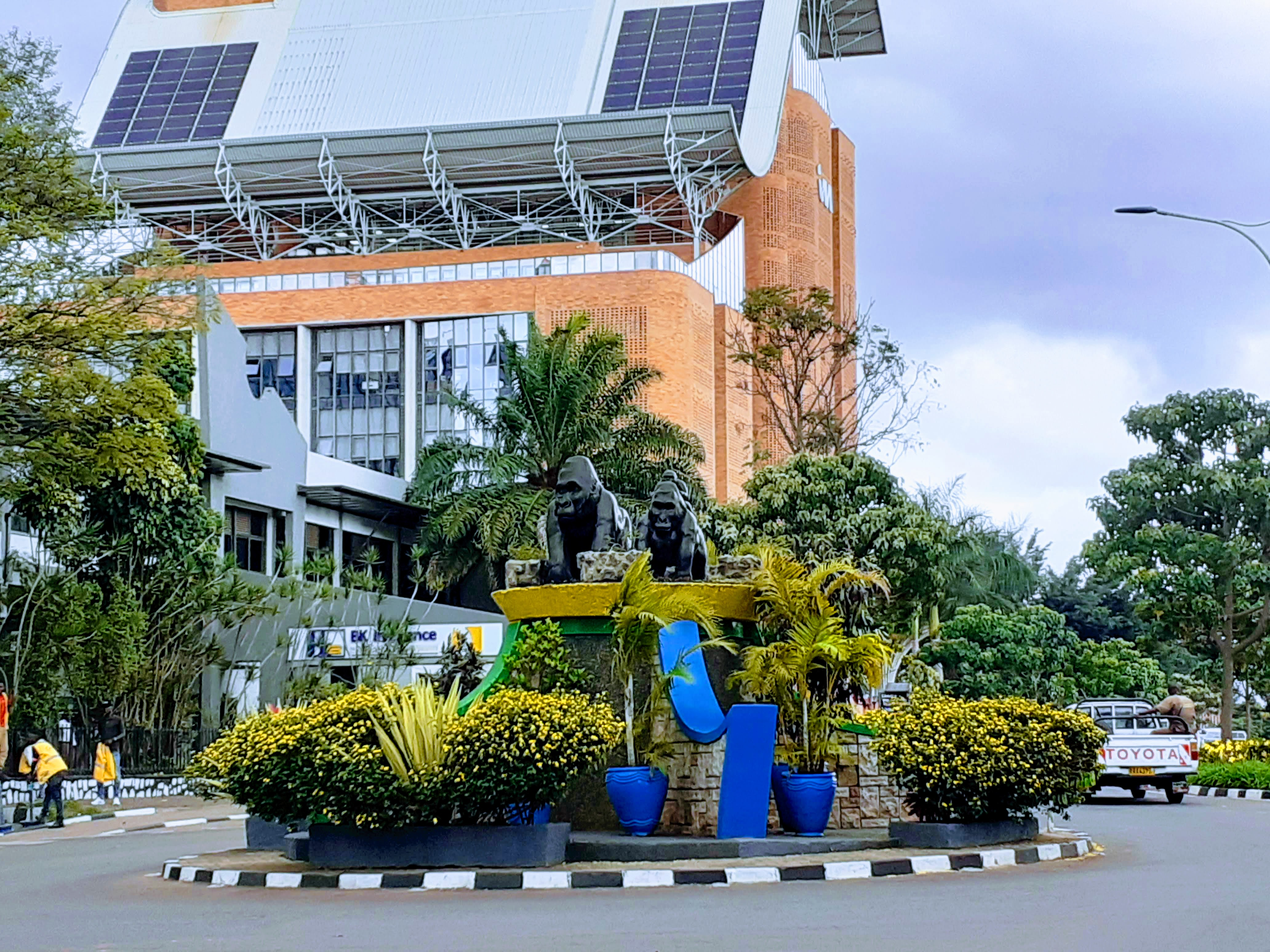